# Port lotniczy Melo-Cerro Largo
Port lotniczy Melo-Cerro Largo (hiszp. Aeropuerto Melo-Cerro Largo) – jeden z urugwajskich portów lotniczych. Mieści się w mieście Melo.